# آیهان تاشکین
آیهان تاشکین (ترکی استانبولی: Ayhan Taşkın؛ زادهٔ ۶ ژانویهٔ ۱۹۵۳) کشتی‌گیر اهل ترکیه است.